# ジョット・ディ・ボンドーネ
ジョット・ディ・ボンドーネ（伊: Giotto di Bondone、1267年頃-1337年1月8日）は、中世後期のイタリア人画家、建築家。日本でも諸外国でも単にジョット（ジオット）と呼ばれることが多い。フィレンツェ共和国（現在のイタリア・トスカーナ州近辺）の首都フィレンツェ近郊の出身といわれており、その絵画様式は後期ゴシックに分類され、イタリア・ルネサンスへの先鞭を付けた偉大な芸術家と見なされている。

## 概要
ジョットと同時代の画家ジョヴァンニ・ヴィッラーニはジョットのことを「この時代における最大の巨匠である。ジョットが描く人物やそのポーズはこの上なく自然に見える。その才能と卓越した技術によってジョットはフィレンツェのお抱え画家となった」と書き残している。
生前から巨匠としての名声は一貫しており、16世紀後半の画家・伝記作家のジョルジョ・ヴァザーリはその著書で「それまでの洗練されていなかったビザンティン美術を徹底的に打ち壊し、現在見られるような現実味あふれる素晴らしい絵画をもたらした。200年以上にわたって忘れ去られていた絵画技術を現代に蘇らせた画家である」とジョットを絶賛している。ビザンティン様式が支配的だった西洋絵画に現実的、三次元的な空間表現や人物の自然な感情表現をもたらした。その絵画描写は、人物は背後の建物や風景との比例を考慮した自然な大きさで表現されている。こうした描写方法は、当時の描写法では革新的なもので、こうした点からジョットは「西洋絵画の父」ともいわれている。
ジョットの代表作は1305年に完成したパドヴァのスクロヴェーニ礼拝堂の装飾画である。この一連のフレスコ壁画は聖母マリアとイエス・キリストの生涯を描いたもので、初期ルネサンス絵画の中でも最高傑作のひとつといわれている。記録によればスクロヴェーニ礼拝堂の壁画を完成させたジョットは、1334年にフィレンツェからサンタ・マリア・デル・フィオーレ大聖堂に新しく建てられる鐘楼のデザインを任された。その他にジョットについて伝わっている記録はほとんどなく、生年月日、生誕地、死没地、風貌、徒弟期間、作品の依頼主、アッシジのサン・フランチェスコ大聖堂のフレスコ画は本当にジョットの作品なのかなど、様々なことが論争になっている。

## 作品

### 初期
ジョットの生誕地は、おそらくロマニャーノ (Romagnano)、あるいはロミニャーノ (Romignano) という名称のコムーネであり、そこの丘の上にある農家で産まれたという古くからの説がある。1850年以降になって、フィレンツェの北方35キロメートルに位置するヴェスピニャーノ（現在のヴィッキオ）の村にある城館こそがジョットの生誕地であるとする説が唱えられたが、これは商業的な宣伝を目的とした根拠のない主張に過ぎない。さらに最近になってジョットは鍛冶屋の息子としてフィレンツェで生まれたという研究結果が発表された。ジョットの父親の名前はボンドーネで、現存している公式な記録に「裕福な人物」と記載されている。多くの著述家が「ジョット」は本名であると考えているが、アンブロジョット (Ambrogiotto)、アンジェロット (Angelotto) の略称だったという説もある。

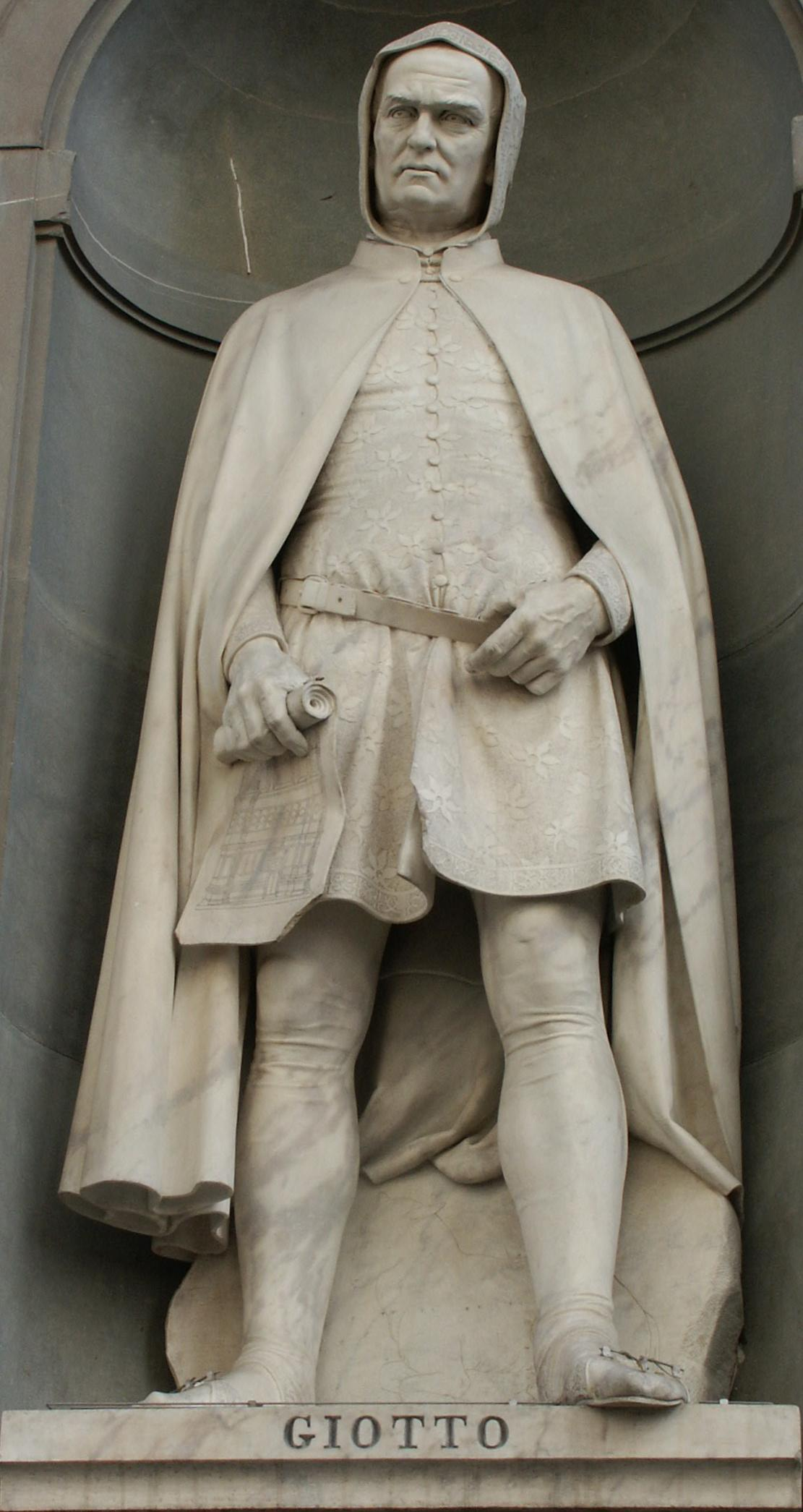
ウフィツィ美術館ファサードのジョットの肖像

ジョットの死没年は、フィレンツェの広報担当で詩人でもあったフィレンツェ在住のアントニオ・プッチ (en:Antonio Pucci) が書いたジョットの業績をたたえる詩の中に、ジョットは70歳で死去したという記述があることを根拠としている。しかしながら、「70」という単語がこの詩の中でちょうどいい韻を踏んだ言葉になっていることから、プッチが創作上のテクニックとして「70」を選んだという可能性もある。
ジョルジョ・ヴァザーリが書いた、ルネサンスの芸術家に関する重要な伝記『画家・彫刻家・建築家列伝』によると、ジョットは周りの誰からも愛される快活で知的な羊飼いの少年だったとされている。伝記には、フィレンツェ出身の巨匠チマブーエがジョットが岩に描いた羊を偶然目にし、その羊があたかも生きているかのように描写されていたため、チマブーエはジョットの父親にかけ合ってジョットを弟子にしたと書かれている。チマブーエはシエーナで活動していたドゥッチョと並んで、当時のもっとも高名な画家だった。
ヴァザーリはジョットの技量について多くのページを割いている。たとえば、チマブーエが工房を留守にしている間に、ジョットがハエをチマブーエの作品に描いたところ、戻ってきたチマブーエが本物のハエと勘違いして何度も絵筆で追い払おうとしたというエピソードは有名である。他のエピソードとして、教皇がジョットに使いを出し、技量を確認するために何か描いてみるよう要求したことがある。ジョットは赤い絵の具でコンパスを使ったかのような正確な円を描き、それを持って帰って教皇に見せるよう使いに頼んだというものもある。

しかしながら、現在では多くの学者がジョットの徒弟時代の記録は信用できないものであり、チマブーエの弟子だったというヴァザーリの著述は伝説に過ぎないと考えている。これはジョットがチマブーエの弟子ではないという古い記録が残っているためである。ジョットの芸術は13世紀後半にローマに集っていた画家たちの作品に大きな影響を与えている。当時のローマではチマブーエも活動していた可能性があり、ピエトロ・カヴァリーニに代表されるフレスコ画家の一派もローマで活動していた。フィレンツェ出身の有名な彫刻家、建築家のアルノルフォ・ディ・カンビオもこの当時ローマに滞在していた。

### サン・フランチェスコ大聖堂のフレスコ画
チマブーエはアッシジに新しく建造されたサン・フランチェスコ大聖堂の巨大なフレスコ画を描くためにローマを離れた。このときにジョットもチマブーエとともにアッシジへと赴いた可能性もあるが確証はない。この大聖堂上堂の聖フランチェスコの生涯を描いた一連のフレスコ画群が誰の作品であるのかが、美術史学上非常に大きな論争となってきた。当時のフランシスコ会修道士の記録でこれらの絵画の由来を示すものは、ナポレオン・ボナパルトがイタリアに侵攻し、大聖堂が軍馬の厩舎にされてしまったときに失われてしまった。そのため、ジョットが大聖堂のフレスコ画を手がけたかどうかについて学者の間でも大きく意見が分かれている。サン・フランチェスコ大聖堂上堂フレスコ画の作者がジョットではないという証拠が見つかっていないこと、チマブーエの作品ではないことが明確であることなどから、これらの絵画は当時他の誰よりも名声の高かったジョットの作品であるとする主張は昔から存在した。さらに現存しているギベルティやリッコバルド・フェラレーゼらが残した古い伝記によれば、サン・フランチェスコ大聖堂上堂のフレスコ画が独り立ちして間もないジョットの作品であることを示唆する記述がある。しかし、1912年にドイツ人美術史家フリードリヒ・リンテランが別の見解を発表して以来、多くの学者がサン・フランチェスコ大聖堂上堂のフレスコ画をジョットの作品とみなすことに疑義を呈している。学術的な証拠文献がない以上、作者を確定するには悪名高く信頼が置けない「科学」という鑑識眼に頼るほかないとしている。そしてアッシジとパドヴァでの製作過程を技術的な観点から検証、比較した結果、サン・フランチェスコ大聖堂上堂のフレスコ画はジョットが描いたものではないとする有力な証拠が発見された。サン・フランチェスコ大聖堂上堂のフレスコ画とスクロヴェーニ礼拝堂のフレスコ画には大きな違いがあり、同じ画家の手によるものとは考えにくいとするものである。サン・フランチェスコ大聖堂上堂のフレスコ画は複数の画家によるもので、全員がおそらく当時ローマで活動していた芸術家である可能性が高い。もしこの説が正しいとすれば、ジョットが描いたスクロヴェーニ礼拝堂のフレスコ画は、サン・フランチェスコ大聖堂上堂に描かれたフレスコ画の自然主義表現に大きな影響を受けていると考えられる。

### ジョット作ではないかといわれるその他の作品

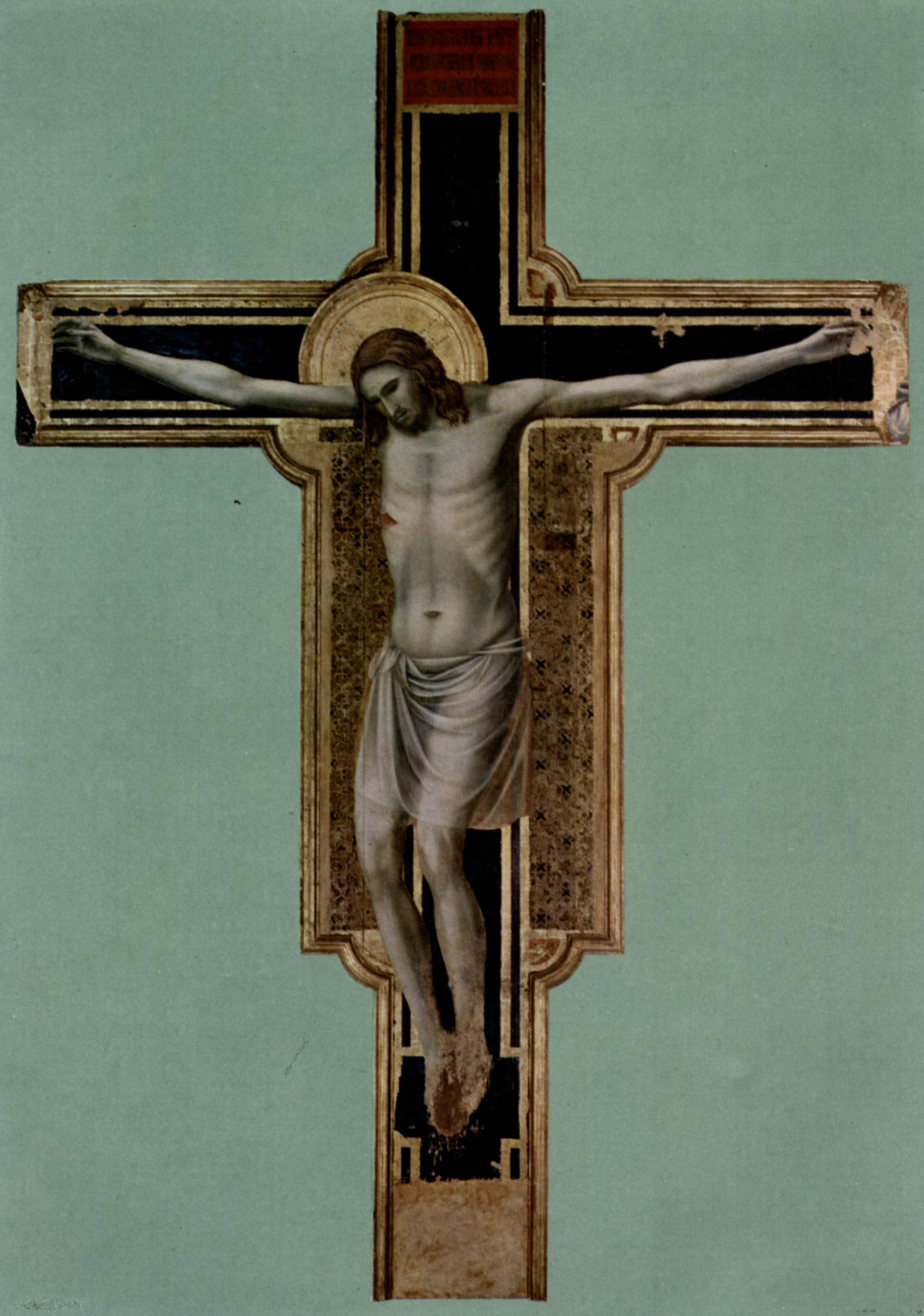
『キリスト十字架像』,マラテスティアーノ教会

ジョットの絵画ではないかと考えられている多くの作品、特にヴァザーリがその著書でジョットが描いたと記述している作品についても、サン・フランチェスコ大聖堂上堂のフレスコ画と同様に大きな議論になっている。ヴァザーリは『画家・彫刻家・建築家列伝』で、ジョットの最初期の作品はサンタ・マリア・ノヴェッラ教会のドミニコ修道会のために描いた絵画群であるとしている。これらの絵画の中には受胎告知や未完成ではあるが高さ5メートルに及ぶ巨大なキリスト磔刑図がある。1290年ごろの作品と考えられており、サン・フランチェスコ大聖堂上堂のフレスコ画と同時代の絵画ということになる。その他ジョットの初期の作品ではないかと見なされているものに、フィレンツェのサント・ステファノ・アル・ポンテ聖堂附属美術館所蔵の『サン・ジョルジョ・アッラ・コスタ聖堂の聖母子』や、ルーブル美術館所蔵の『聖痕を受ける聖フランチェスコ』がある。
1287年にジョットは20歳前後で通称シウタと呼ばれる女性と結婚し、夫妻の間には8人以上とも言われる多くの子供が産まれた。その中の一人フランチェスコは後に、父親と同様に画家になっている。ジョットは1297年から1300年にかけてローマで活動していたが、そのころの記録はほとんど残っていない。ローマのサン・ジョバンニ・イン・ラテラノ大聖堂には、1300年のローマ教皇ボニファティウス8世の聖年のために描かれたフレスコ画の一部が収蔵されている。同時代の作品として『バディア家の祭壇画』がウフィツィ美術館に所蔵されている。
当時ジョットの画家としての名声は高まる一方だった。パドヴァやリミニといった都市に招かれて絵画制作を行なったが、現存している作品は1309年以前に描かれたマラテスティアーノ教会に残る『キリスト十字架像』だけである。この作品はジョヴァンニ・デ・リミニやピエトロ・デ・リミニら、リミニ派の成立に影響を与えている。1301年から1304年の記録によれば、当時のジョットはフィレンツェに大邸宅を構えており、大きな工房を経営してイタリア全土から絵画制作依頼を受けていたと考えられる。

### スクロヴェーニ礼拝堂装飾絵画

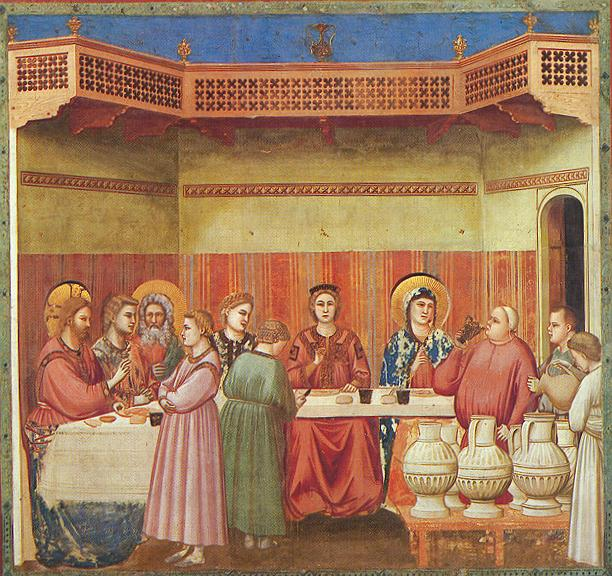
『カナの婚礼』, スクロヴェーニ礼拝堂

ジョットは1305年ごろに後世に最も大きな影響を与えた、パドヴァのスクロヴェーニ礼拝堂の内部装飾絵画を手掛けた。この礼拝堂は、エンリコ・デッリ・スクロヴェーニが近くにあった自身の教区教会とは別に、一族の礼拝所兼墓所として建てたものだった。この礼拝堂の建築は隣のエレミターニ教会の聖職者たちに驚きをもって受け取られた。スクロヴェーニ礼拝堂はエンリコが家族のために修復した古い邸宅の隣に建てられ、外観はピンクのレンガに覆われたシンプルなものだった。この古い邸宅は現存しておらず、礼拝堂が古代ローマの競技場（アレーナ (arena)）の遺跡敷地内に立っているため、現在では「アレーナ礼拝堂」と呼ばれることが多い。
礼拝堂のテーマは救済で聖母マリアが重要視されており、受胎告知と聖母の慈悲に捧げられている。中世イタリアの典型的な屋内装飾としてもよく知られ、西側の壁には最後の審判が、東側の内陣には大天使ガブリエルと聖母マリアとの受胎告知が描かれている。受胎告知は『聖処女マリアの生涯』と『キリストの生涯』を描いた一連の絵画の一部となっている。マリアの生涯はジェノヴァ大司教ヤコブス・デ・ウォラギネが書いた殉教者列伝『黄金伝説』を、キリストの生涯は当時ボナヴェントゥラが書いたといわれていた追随者たち (en:Pseudo-Bonaventura) の著作をもとにして描かれている。しかし一連のフレスコ画はこれらもとになった書物を単に絵画として表しただけではなく、学者たちはこれらの絵画から聖書に対するジョット独自の解釈を多数見出している。
一連のフレスコ画は37の場面から構成されており、側面の壁に上中下三段に分かれて描かれている。最上段には聖母マリアの両親ヨアキムとアンナが描かれ、聖母マリアの生涯を表現した最初の絵画になっている。下の二段にはキリストの生涯が描かれ、『最後の審判』は正面反対側の壁全面に描かれている。チマブーエの作風がビザンティン様式とゴシック様式を併せ持った明確な中世様式であるのに対し、ジョットの作風は彫刻家アルノルフォ・ディ・カンビオの作品のような、立体的で古典的なものだった。チマブーエやドゥッチョの作風とは異なり、ジョットが描く人物像は類型化されたものでも過度に細長く誇張されたものでもなく、それまでのビザンティン様式の影響は見られない。緻密な観察に基づいた三次元的な表情とポーズで描かれ、衣服もそれまでのように規則的に波打ってはおらず自然な形と重さが表現されている。このような新しい絵画表現は、当時ローマで活動していたピエトロ・カヴァリーニによって既に始められていたが、ジョットはこれらの表現をさらに昇華させたため、具象画の新しいスタイルを生み出したという名声はジョットのものとなった。
彫刻のような三次元的陰影で描かれた人物像は自然に配置され、使用されている遠近法とあいまって舞台のセットのような印象を与えている。ジョットによる慎重な人物像の配置は、これらの絵を観る者に、あたかも自分が絵画に描かれている場所に実在しているかのような効果を及ぼす。この劇的な臨場感は新しく絵画にもたらされた特質で、サン・フランチェスコ大聖堂のフレスコ画においてもその萌芽を見ることができる。
一連の絵画のなかで有名な場面が描かれているものに『東方三博士の礼拝』があり、彗星のようなベツレヘムの星が夜空を横切っている様子が描かれている。この彗星はジョットが実際に見た1301年のハレー彗星をもとに描いたといわれており、1986年にハレー彗星の観測用に打ち上げられた探査機ジョットはこの絵画にちなんで命名された。他に有名なものは『キリストへの哀悼』で、この神聖なテーマを描いた絵画では、作品を観るものに哀切の感情を惹起させるために、ジョットはあえて従来のビザンティン風図像学を採用している。

### パドヴァでのその他の作品
現存していないが、パドヴァで描かれたその他の作品が収蔵されていた場所としてサンタントーニオ・ダ・パードヴァ聖堂、パラッツォ・デッラ・ラジョーネがあり、スクロヴェーニ礼拝堂装飾絵画を手がけた時期ではなく後年になってからのパドヴァ滞在中に描かれたものである。パドヴァでのジョットの作品は、グアリエント (en:Guariento)、ジュスト・デ・メナブオイ (en:Giusto de' Menabuoi)、ヤコポ・ダヴァンツィ (en:Jacopo d'Avanzi)、アルティキエーロら、イタリア北部出身の芸術家たちに大きな影響を与えている。

### 壮年期の作品

#### 荘厳の聖母

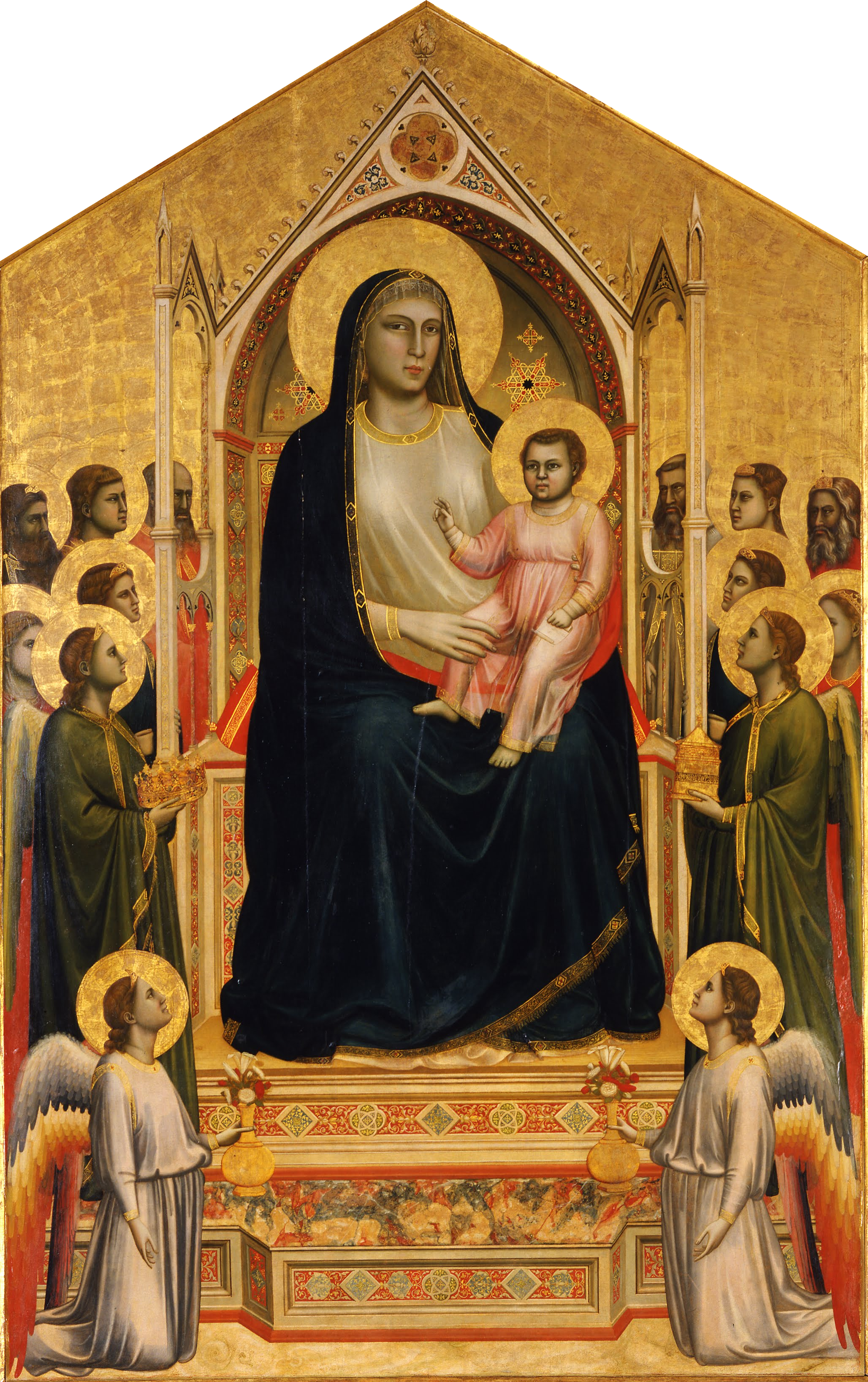
『オンニサンティの聖母』（1310年頃）, 板にテンペラ, 325cm x 204cm, ウフィツィ美術館

フィレンツェに残っている1314年から1327年の会計記録によると、ジョットは『荘厳の聖母 (en:Ognissanti Madonna)』という名で知られる祭壇画を制作している。この絵画はチマブーエの『サンタ・トリニタの聖母』、ドゥッチョの『ルチェライの聖母』と並べられて、ウフィツィ美術館に展示されている。『荘厳の聖母』には来歴が全く残っていないが、多くの学者からジョットが描いた唯一の板絵であると考えられている。この作品はフィレンツェの、現在ではどういった教団が創設したのか判然としないオニサンティ教会のために描かれた祭壇画だった。『荘厳の聖母』は3メートル以上の非常に大きな作品であり、聖堂の主祭壇画として教団の修道士のために描かれたものか、あるいは聖歌隊席の仕切りに使用されて会衆の信徒の目に触れることを目的に描かれたものなのか、学者の間でも見解が分かれている。また、このときジョットは現在ベルリンの絵画館所蔵の『聖母マリア永眠』とオニサンティ教会所蔵の『キリスト磔刑』も描いている。

#### サンタ・クローチェ聖堂
初期ルネサンスの彫刻家ロレンツォ・ギベルティによると、ジョットは4家族の依頼に応じてフィレンツェのサンタ・クローチェ聖堂の礼拝堂の装飾画を描いたとされているが、ギベルティは聖堂に存在するどの礼拝堂のことかは特定していない。ヴァザーリは、ジョットが手がけたのはバルディ礼拝堂の『聖フランシスの生涯』、ペルッツィ礼拝堂の『洗礼者ヨハネと福音記者ヨハネの生涯』、現在はアメリカ・ノースカロライナ州の美術館所蔵の祭壇画『聖母と聖者』、現存していないジーニ礼拝堂の『使徒物語』、スピネッリ礼拝堂の『聖母物語』であるとしている。ジョットの他の事跡と同様に、このサンタ・クローチェ礼拝堂の装飾画に関しても制作年が議論になっている。聖堂の主礼拝堂の右隣りにあるバルディ礼拝堂の装飾画は通常の湿式フレスコ技法で描かれており、構成がスクロヴェーニ礼拝堂壁画に近い。このことから、バルディ礼拝堂の装飾画はスクロヴェーニ礼拝堂壁画と同年代ごろに描かれ、一方ペルッツィ礼拝堂装飾画の構成は、より複雑なものになっているためより後年になってから描かれたと考える学者もいる。バルディ礼拝堂に隣接するペルッツィ礼拝堂装飾画は、大部分が乾式フレスコ技法のセッコで描かれている。セッコは通常の湿式フレスコに比べて制作時間が短くてすむ反面経年変化に弱く、現存している作品のほとんどは保存状態が非常に悪い。バルディ礼拝堂の装飾画がジョットの初期の作品であるとする学者たちは、アッシジのサン・フランチェスコ大聖堂上堂に描かれた「ジョット風」壁画と構成がよく似ていることを指摘する一方で、バルディ礼拝堂装飾画にはそれまでに見られない色使いの繊細さがあるとする。このことは、ジョットがおそらくはシエナ派芸術の影響を受けて新しい芸術の方向性を見出した証で、その後の自身の芸術の発展につながったとしている。
ペルッツィ礼拝堂の洗礼者ヨハネの生涯を題材とした『父ザカリアへの受胎告知』、『ヨハネの誕生』、『ヘロデの宴』の三組のフレスコ画は、福音記者ヨハネの生涯の三つの場面を描いた『エフェソスでのヨハネの回想』、『ドルシアナの復活』、『福音書記者ヨハネの昇天』とともに礼拝堂左壁面に描かれている。これらの題材が選ばれた背景には、出資したペルッツィ家とフランシスコ修道院両方の意向が反映されている。これらの絵画の保存状態も非常に悪く、ジョットの技法や作風について論じるのは困難ではあるが、ジョット特有の抑制された自然主義描写や人物の内面描写は感じられる。ペルッツィ礼拝堂装飾画はルネサンス期において非常に著名であり、マサッチオが描いた『貢の銭』を初めとするフィレンツェのサンタ・マリア・デル・カルミネ大聖堂ブランカッチ礼拝堂壁画に大きな影響を与え、ミケランジェロもこの装飾画を研究していたことが知られている

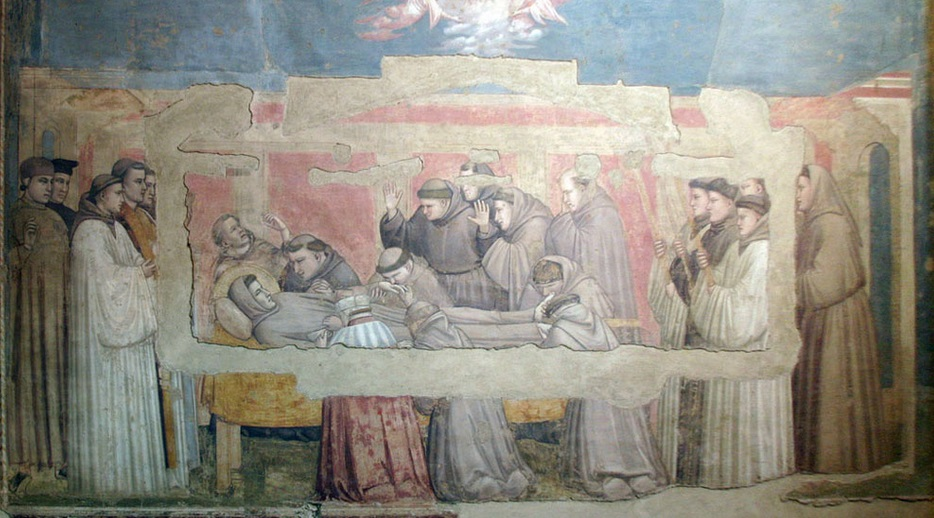
『聖フランシスコの嘆き』, バルディ礼拝堂

バルディ礼拝堂に描かれている聖フランシスコの生涯を題材にした装飾画は、これより20から30年前に描かれたとされるアッシジのサン・フランチェスコ大聖堂上堂壁画に用いられている図像学との対比において、特に学者の興味をひいてきた。両所の絵画群を比較すると、ジョットがバルディ礼拝堂装飾画を描くにあたって、人物表現と画面構成にいかに大きな注意を払っているかが明確になる。ジョットはバルディ礼拝堂装飾画の題材として聖人の生涯における七つの場面を選択しているが、描かれているのは聖書そのままの物語というわけではない。聖人の一連の物語は左壁面上部の『聖フランシスコと父との絶縁』から始まる。以降、礼拝堂の左壁面と右壁面それぞれを囲むように『フランシスコ修道会の認可』、『聖フランシスコの試練』、『アルルでの出現』、『聖フランシスコの死』、聖フランシスの死後を描いた『フラ・アゴスティーノとアッシジ司教の追想』へと続いていく。フランシスの生涯でいうと『アルルでの出現』と『聖フランシスコの死』の間の年代にあたる『聖痕を受ける聖フランチェスコ』はチャペル外側の入り口上部アーチに描かれている。このような配置と構成は壁画を観るものに、左右の壁面ごとの二組の壁画として、あるいはそれぞれの壁面における三組の壁画として鑑賞することを勧める視覚的効果がある。そしてこれらの視覚的効果が、鑑賞者に対してフランシスコの生涯における様々な出来事を象徴的に結びつける重要な役割を果たしているといえる。

#### ステファネスキ の三連祭壇画
1320年にジョットは、現在バチカン美術館が所蔵する『ステファネスキの三連祭壇画』を制作した。依頼者は枢機卿ジャコモ・ガエターノ・ステファネスキで、他にもジョットに聖ペテロを描いた一連のフレスコ画をアプスに描かせているが、こちらは16世紀の建物修復時に消滅してしまっている。ヴァザーリによるとジョットはローマに6年間滞在し、イタリア全土やアヴィニョンのローマ教皇から多数の依頼を受けて作品を描いたとされているが、現在ではそれらの絵画のなかには他の芸術家の作品であると判明しているものもある。

### 晩年の作品

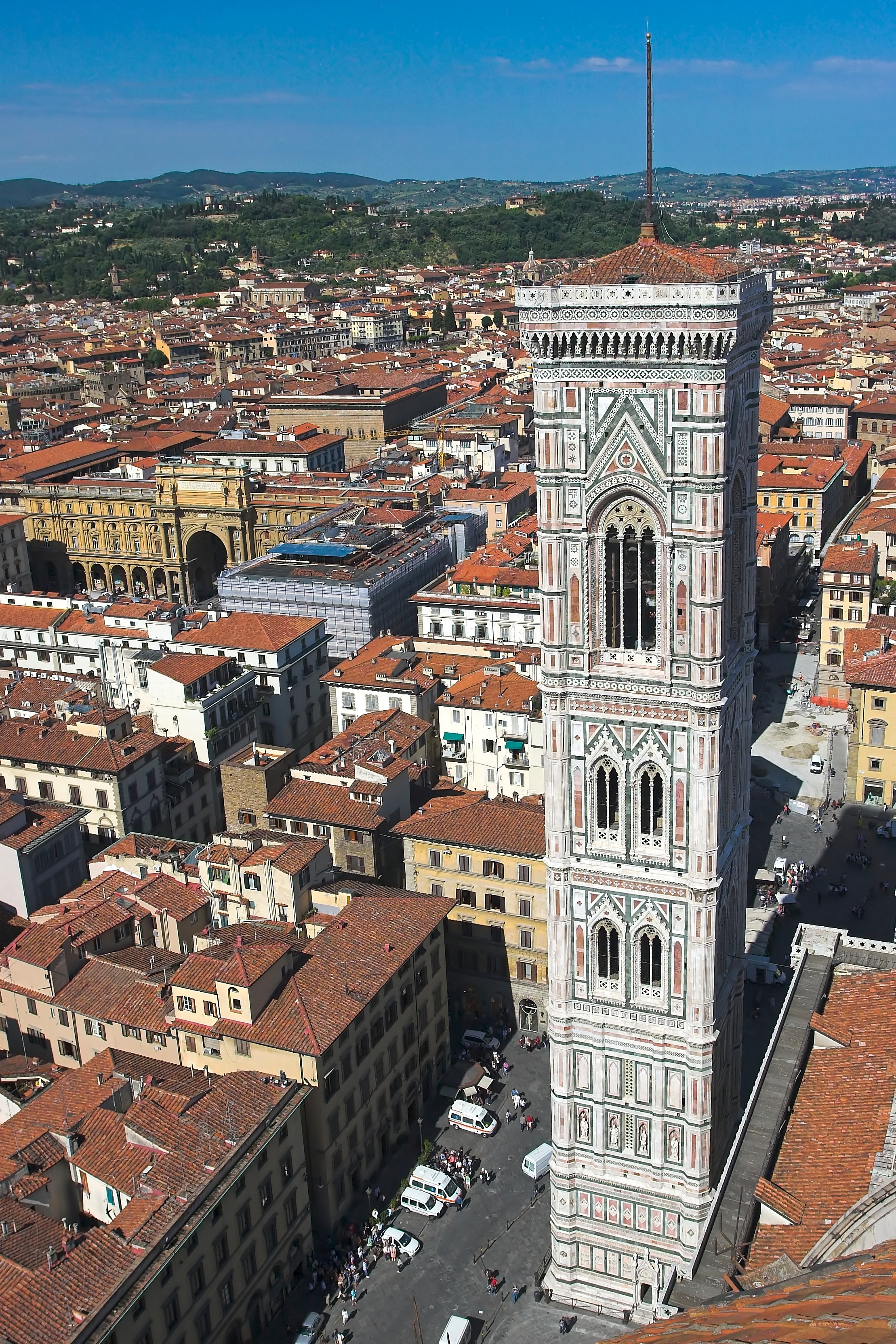
ジョットの鐘楼、フィレンツェ

1328年にバロンチェッリ礼拝堂の祭壇画『聖母戴冠』を完成させたジョットはナポリ王ロベルト1世に招かれ、弟子たちとともに1333年までナポリに滞在している。ロベルト1世は1332年にジョットに年俸を与え、第一宮廷画家に任命した。ナポリ滞在時のジョットの作品はほとんど現存しておらず、サンタ・キアラ教会区内の教会にある『キリストの哀悼』を描いたフレスコ画の断片と、弟子の作品ではないかとも考えられているヌオーヴォ城のサンタ・バルバラ教会の窓に描かれた『高名な男』と呼ばれる絵画のみである。
ナポリを離れたジョットはしばらくボローニャに滞在し、サンタ・マリア・デリ・アンジェリ教会のために祭壇画を描いている。ヴァザーリによれば、ローマ教皇特使の城にあった礼拝堂の装飾も手がけているが現存していない。
1334年にジョットはサンタ・マリア・デル・フィオーレ大聖堂の建築責任者に任命され、1334年7月18日から自身の名を冠して呼ばれるジョットの鐘楼の建築に着手した。しかしながらジョットが建築中途で死去したこともあり、ジョット自身が設計したデザインでは完成していない。

1337年以前にジョットはミラノ君主アッツォーネ・ヴィスコンティの邸宅に滞在しているが、この時期の作品の記録は全く残っていない。現在彼の遺作として知られているのは、弟子との共同作業で行った、フィレンツェのバルジェロ宮殿にあるポデスタ礼拝堂の装飾である。
最晩年にジョットはジョヴァンニ・ボッカッチョや、後にジョットを扱った物語を書くサケッティと友人関係になっていた。ダンテは『神曲』の第2部『煉獄篇』11章94節-96節で、一人の画家の言葉を通じてジョットが同時代に生きる画家の中で偉大な存在であることを語っている。

### ジョットの死後

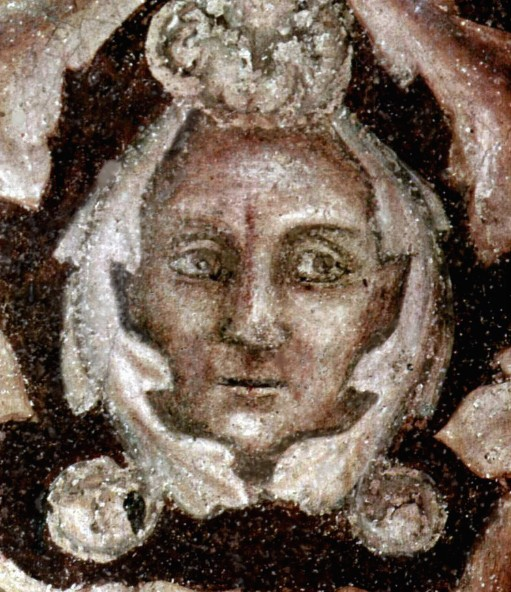
サンタ・クローチェ聖堂ペルッツィ礼拝堂装飾壁画の一部で、ジョットの肖像画ではないかともいわれている

ジョットは1337年1月に死去した。ヴァザーリの著書では、ジョットはフィレンツェのサンタ・マリア・デル・フィオーレ大聖堂入り口左に埋葬され、白大理石の墓碑が置かれたとなっている。しかしながら他の記録もあり、それによるとフィレンツェのサンタ・レパラタ聖堂 (en:Santa Reparata, Florence) の教会に葬られたとされている。この異なる二つの説は、サンタ・レパラタ聖堂がサンタ・マリア・デル・フィオーレ大聖堂が建築開始されるまでフィレンツェの聖堂であり、サンタ・マリア・デル・フィオーレ大聖堂の着工後は大聖堂地下に移築されるものの、大聖堂建築中の14世紀前半には依然として教会として機能していたという事実で矛盾なく説明できる。
1970年代にサンタ・マリア・デル・フィオーレ大聖堂周辺が発掘され、ヴァザーリが著書に書いた墓碑はなかったが、位置的に近い場所であるサンタ・レパラタ聖堂の舗装下から骨が発見された。発掘当初からこの骨はジョットではないかと考えられており、2000年の人類学者フランチェスコ・マッレーニと専門家のチームによる法医学調査によって新しい発見があった。当時顔料として使用されていた砒素化合物と鉛の痕跡が骨から見つかったのである。
発掘された骨は120cmをわずかに超える低身長の男性のもので、先天的小人症に罹患していた可能性がある。このことは、フレスコ画の一つに描かれている小人がジョットの自画像だというサンタ・クローチェ聖堂の伝承を裏付けている。しかしながら、スクロヴェーニ礼拝堂の『最後の審判』に描かれている白い帽子をかぶった男性がジョットの肖像画だという説もある。この白い帽子の男性はサンタ・クローチェ聖堂の伝承とは相入れない外観になっている。ヴァザーリの著書には、ジョットの友人だったボッカッチョは「フィレンツェには醜い男性はいなかった」として、ジョットの子供たちも普通の外観をしていたとヴァザーリに語っている。他にも、ダンテがスクロヴェーニ礼拝堂で絵画制作をしていたジョットを訪ねたときに、足元にいる子供たちを見て「これほど美しい絵画を描く男の子供が、どうしてこんなにも普通なんだ」と冗談を言ったところ「暗闇で子供を作ったからさ」とジョットが返したという話も記載されている。ヴァザーリによればジョットはいつもウィットに富んだ男だった。
イタリア人研究者達はこの発掘された骨がジョットのものであると確信しており、調査終了後にルネサンス期の著名な建築家フィリッポ・ブルネレスキのそばに敬意を込めて埋め戻された。しかしながらイタリア人以外の研究者は懐疑的な見方を変えてはいない。

## ギャラリー

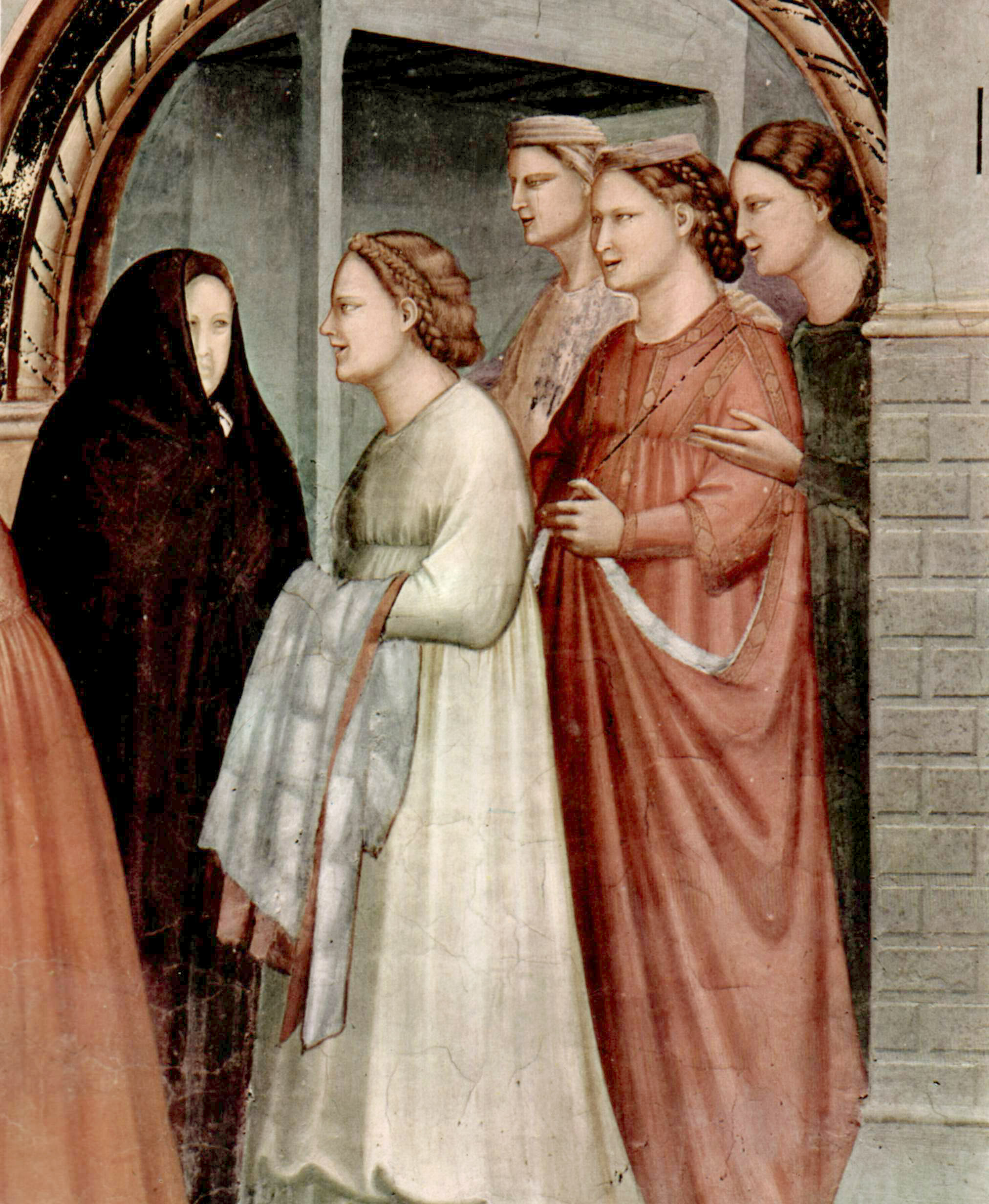
『金門での出会い』 一部, スクロヴェーニ礼拝堂（1305年頃）
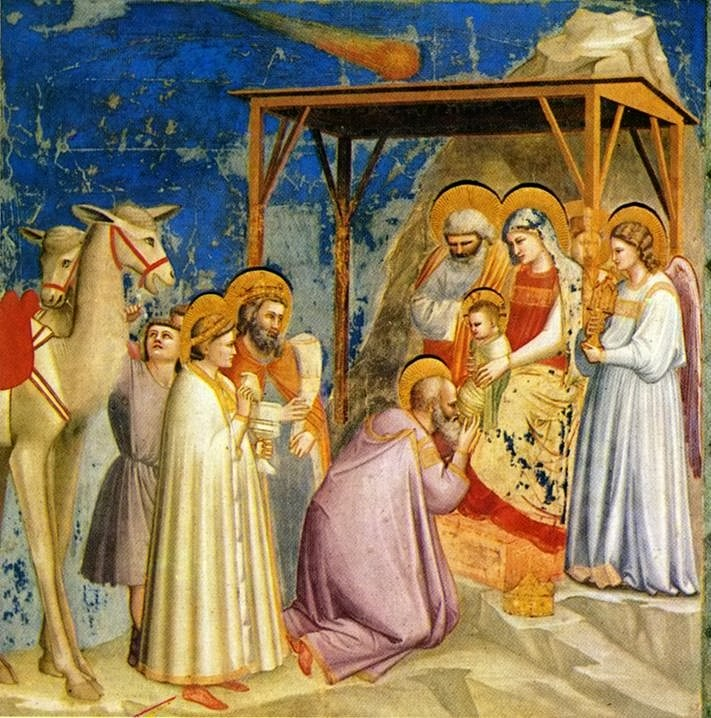
『東方三博士の礼拝』 スクロヴェーニ礼拝堂（1305年頃）
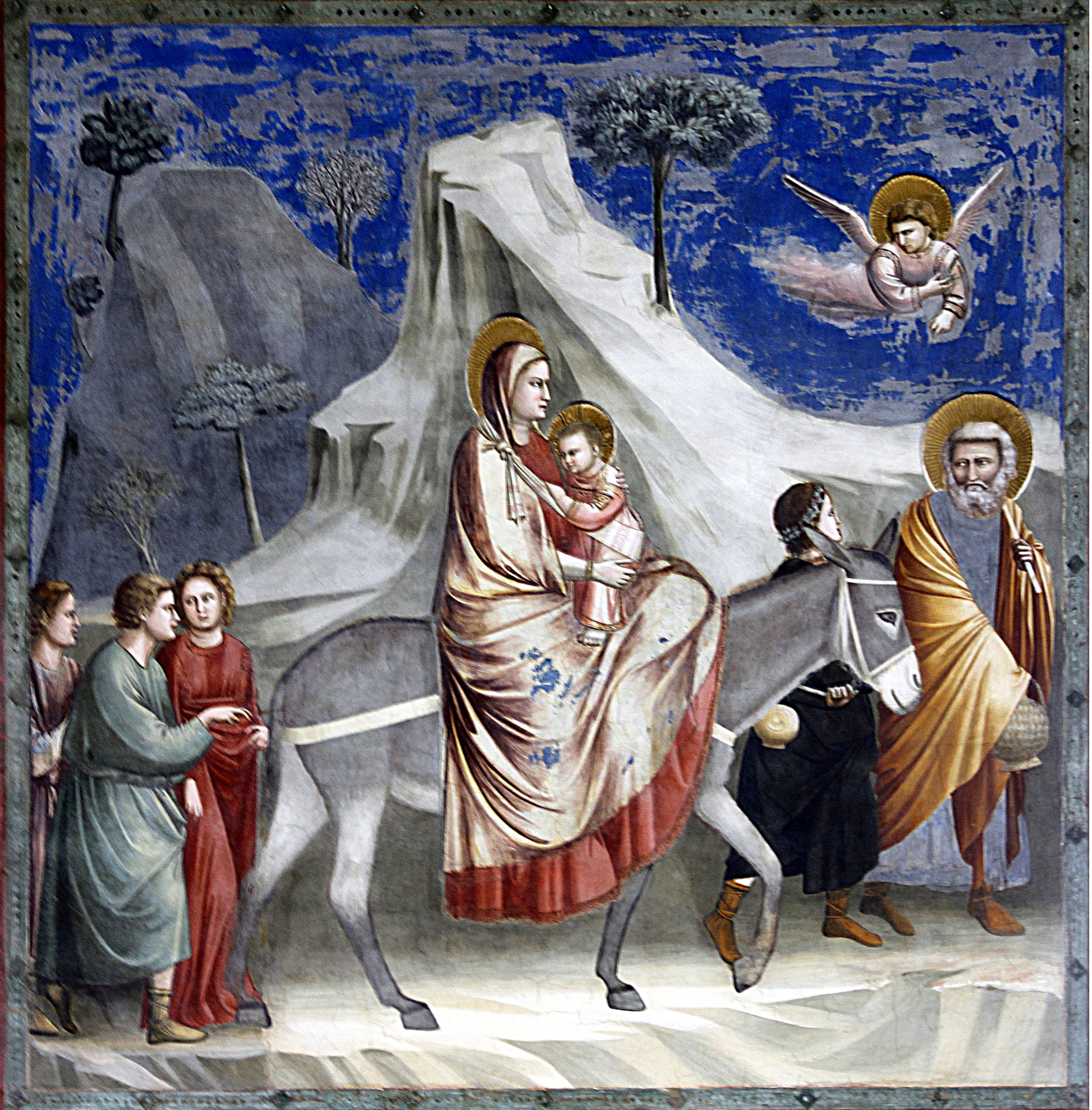
『エジプトへの逃避』 スクロヴェーニ礼拝堂（1305年頃）
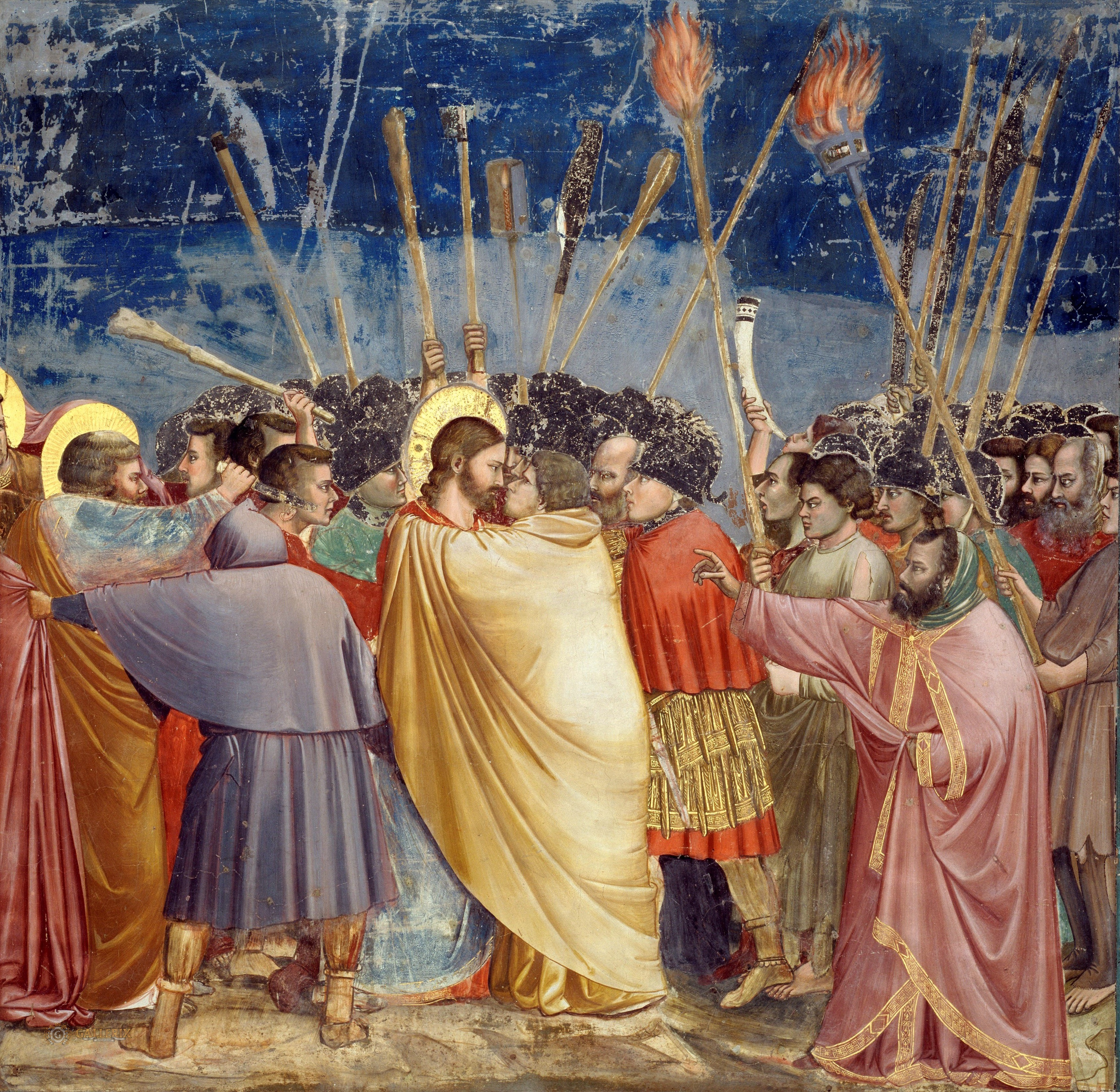
『ユダの接吻』 スクロヴェーニ礼拝堂（1305年頃）
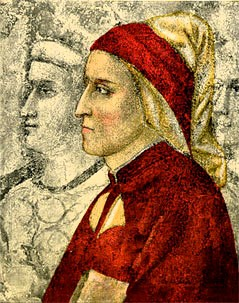
『ダンテの肖像』 バルジェロ宮殿礼拝堂（14世紀）
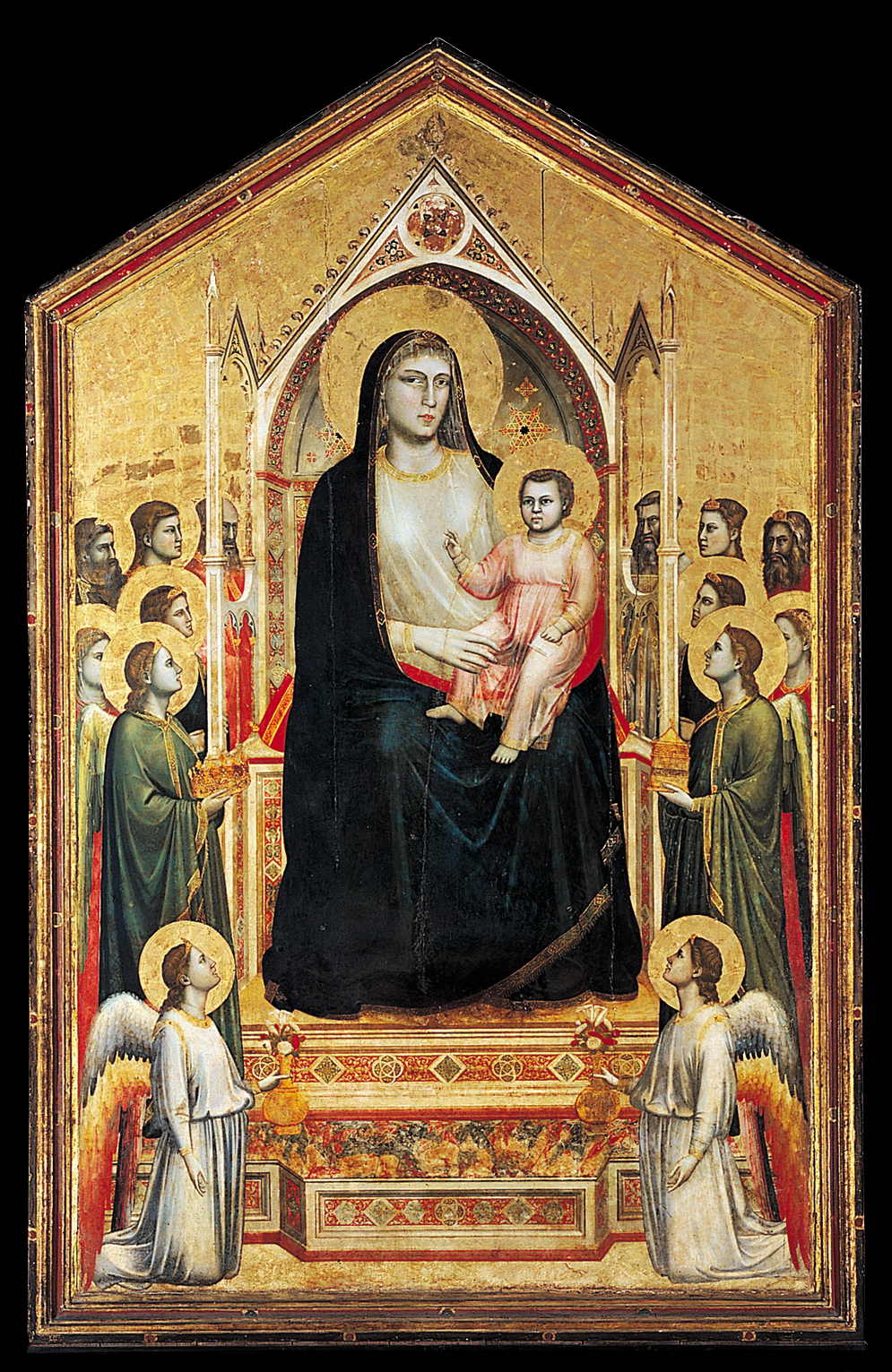
『荘厳の聖母』 ウフィツィ美術館（1310年頃）
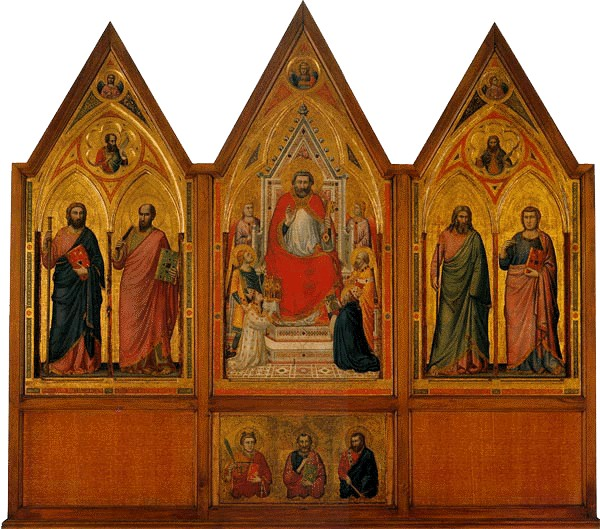
『ステファネスキの三連祭壇画』 バチカン美術館（1320年）
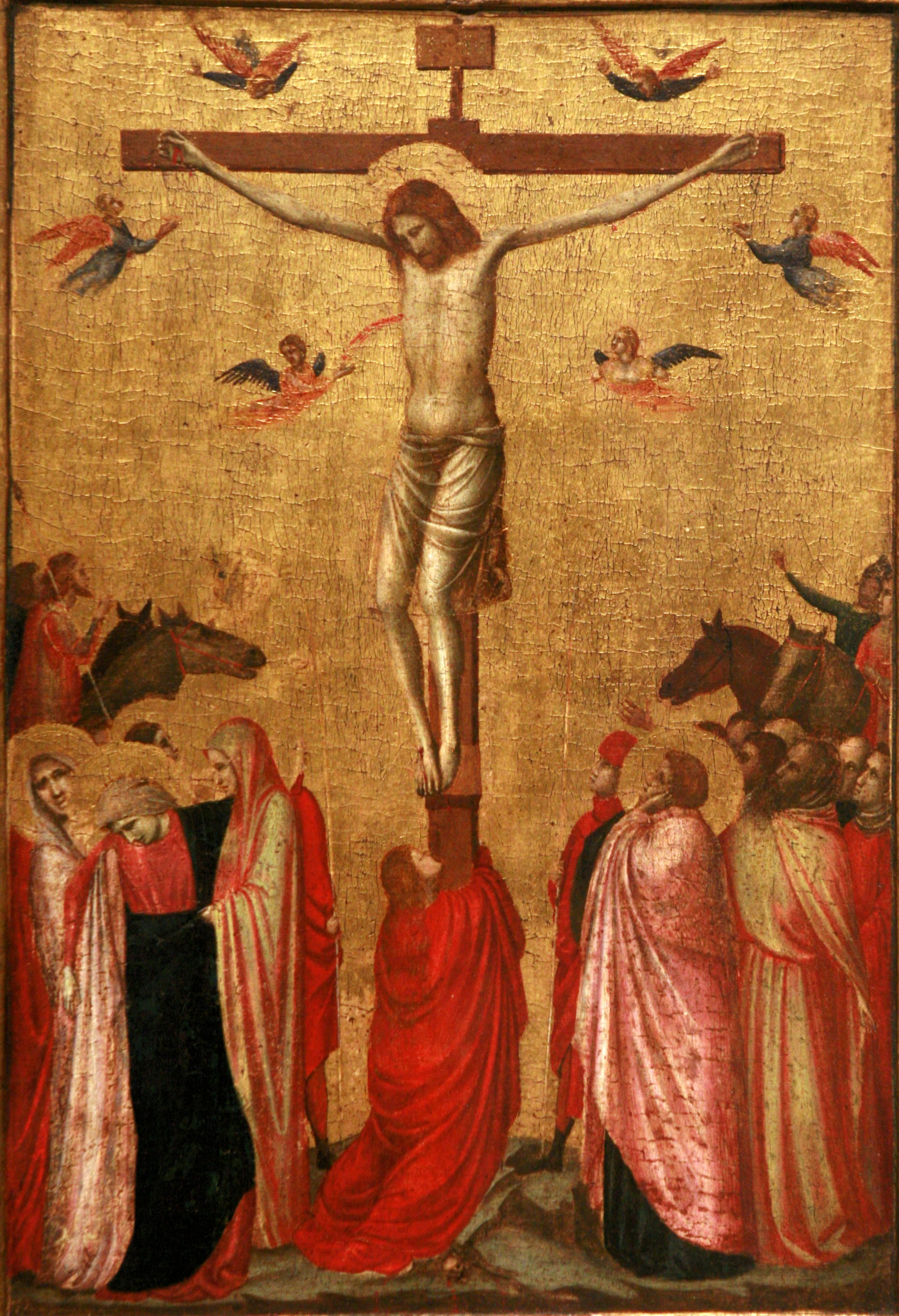
『キリスト磔刑』 ストラスブール・ボザール美術館（1320年 - 1325年頃）

## 画集解説
- 『ジョット．フィレンツェ絵画の先駆者』　ルチアーノ・ベッローシ

野村幸弘訳、東京書籍〈イタリア・ルネサンスの巨匠たち2〉－小冊子、1994年
- 『ジョット』　サンドリーナ・バンデーラ・ビストレッティ

裾分一弘監修・尾形希和子訳、京都書院〈カンティーニ美術叢書1〉、1995年